# Sally Bauer
Sally Viola Bauer, född 29 juli 1908 i Halmstad i Halland, död 15 juni 2001 i Lund, var en svensk långdistanssimmare. Hon växte upp i Helsingborg  och blev andra skandinav (första kvinnliga) att simma över Engelska kanalen. Hon var även en framstående bansimmare och hade under en period alla svenska rekord från 200 meter och uppåt.

## Biografi
Sally Bauer växte upp i Helsingborg. Hon avlade studentexamen 1928 och avgångsexamen från Helsingborgs handelsgymnasium 1929. I sitt yrkesliv var hon verksam som sekreterare och simlärare. Från 1945, då sonen Carl-Axel föddes, var hon bosatt i Malmö. Bauer var ensamstående och sonen växte upp tillsammans med sin mor, en moster och dennes make.

### Tidig karriär
Bauer började redan som mycket ung i Helsingborgs Simsällskap (HS) och endast 10 år gammal fungerade hon som en av sällskapets siminstruktörer. Som 16-åring började hon tävla för HS och visade sig vara mycket uthållig, vilket gjorde att de vanliga tävlingsdistanserna inte passade henne så bra. Trots detta faktum satte Bauer under perioden 1934–1937 totalt 17 individuella svenska rekord i bansimning på flera olika distanser mellan 200 meter och en engelsk mil (1 609 meter). Under denna period tävlade hon för Malmö Simsällskap. 

### Långsimningar
Sally blev känd 1931 då hon simmade över Öresund två gånger. Den första simningen skedde mellan Helsingborg och Helsingör. Den 30 augusti samma år simmade hon även mellan Dragør och Limhamn (18 km), vid sundets södra del, på tiden 6 timmar och 22 minuter.
År 1938 utlovade en dansk firma en prissumma på 5 000 kronor åt den person som lyckades slå det danska rekordet för att simma över Kattegatt. Bauer simmade en sträcka på 48 kilometer mellan Sjællands Odde och Katholm söder om Grenå, men misslyckades i sitt första försök. Vid det andra försöket 3 augusti revanscherade hon sig dock och simmade över Kattegatt på 17 timmar och 5 minuter, vilket var tolv timmar snabbare än det rådande danska rekordet.
Endast åtta dagar senare simmade Bauer den 30 kilometer långa sträckan mellan Grisslehamn och Västerskären i Ålands västra havsband på 13 timmar och 6 minuter.
Sitt internationella genombrott fick Bauer 1939 då hon simmade över Engelska kanalen, något hon drömt om sedan amerikanskan Gertrude Ederle utfört samma bedrift 1926. 500 försök hade tidigare gjorts, men bara 15 hade lyckats. Med hjälp av sponsorpengar från bland annat Banan-Kompaniet, Gröna Lund, Sandrews och tidningarna Idrottsbladet, Arbetet och Göteborgs-Posten reste hon 14 augusti till London. Hon tog sig sedan till Cap Gris-Nez nära Calais i Frankrike. Bauer påbörjade klockan 05.50 den 27 augusti sin simning över kanalen och kom i land på den engelska sidan klockan 21.12 samma kväll, vilket gav en tid på 15 timmar och 22 minuter. Under stora delar av simningen fick hon kämpa mot tidvattenströmmar.
Bauer utförde samma bedrift igen 1951 då hon, praktiskt taget otränad, åter simmade över Engelska kanalen, denna gång från England till Frankrike. Tiden blev denna gång 14 timmar och 40 minuter, ett svenskt rekord som höll sig ända fram till 2010. Som anledning till varför hon simmat sträckan en andra gång kommenterade hon "Det var någon som var dum nog att tvivla på mig, och då tänkte jag att de vet inte vem Sally Bauer är".

### Senare år
Bauer arbetade under en tid även som simlärare, bland annat för Karlbergskadetterna vid Sportpalatset i Stockholm  och för Ängelholms simsällskap. Under ett års tid var hon rikstränare för svenska simförbundet. Från 1987 bodde hon i Lund, där hennes son med familj var bosatt.

## Eftermäle och i kulturen
Författaren Sara Stridsberg utkom 2004 med boken Happy Sally, som är en fantasi över Bauers liv. Boken blev även en teaterpjäs, som spelades under endast två dagar 2009 på Eriksdalsbadet i Stockholm. Bauer har även fått ett Pågatåg uppkallat efter sig. I Helsingborg finns Sally Bauerskolan som är uppkallad efter henne. År 2024 hedrade Svensk Simidrott Bauer med ett simmärke. Sallyprovet är det enda simmärke som har som krav att det tas utomhus och på öppet vatten. För att få märket ska man klara av att doppa huvudet under ytan och sedan simma 200 meter, varav 50 på rygg.
Den svenska filmen Den svenska torpeden (2024) av Frida Kempff handlar om Bauer som i filmen porträtteras av Josefin Neldén.